# Parentia villana
Parentia villana är en tvåvingeart som beskrevs av Octave Parent 1933. Parentia villana ingår i släktet Parentia och familjen styltflugor. Inga underarter finns listade i Catalogue of Life.